# Beauharnois-Salaberry (circonscription fédérale)
Pour les articles homonymes, voir Beauharnois et Salaberry.

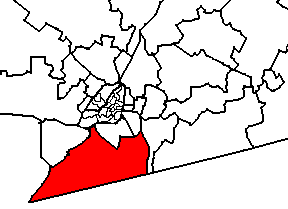
Circonscription de Beauharnois-Salaberry

Beauharnois—Salaberry est une ancienne circonscription électorale canadienne fédérale située dans la région de la Montérégie au Québec. 

## Histoire
La circonscription de Beauharnois—Salaberry a été créée en 1952, mais était auparavant connu sous le nom de Beauharnois. Son nom fut modifié en Beauharnois entre 1966 et 1971 et entre 1976 et 1977 avant de reprendre le nom actuel. Abolie lors du redécoupage de 2012, elle fut redistribuée parmi les circonscriptions de Salaberry—Suroît et Châteauguay—Lacolle.

## Territoire et population
La circonscription se trouvait à l'extrême sud-ouest du Québec, comprenant les municipalités régionales de comté (MRC) de Beauharnois-Salaberry, des Jardins-de-Napierville et du Haut-Saint-Laurent. Les circonscriptions limitrophes étaient Stormont—Dundas—South Glengarry, Vaudreuil-Soulanges, Châteauguay—Saint-Constant, Brossard—La Prairie et Saint-Jean.
La circonscription compte une population de 103 808 habitants dont 84 563 électeurs sur une superficie de 2 569 km2. Lors du découpage de la carte électorale en 2013, la circonscription est totalement remodelée et renommée Salaberry. Le redécoupage est rendu nécessaire en raison de la forte croissance démographique enregistrée dans la péninsule de Vaudreuil-Soulanges. La nouvelle circonscription de Salaberry regroupe ainsi des parties des MRC de Beauharnois-Salaberry et du Haut-Saint-Laurent, de même que la partie ouest de Vaudreuil-Soulanges.

## Députés
| Législature                                            | Années    | Député                | Député              | Parti                     |
| ------------------------------------------------------ | --------- | --------------------- | ------------------- | ------------------------- |
| Beauharnois—Salaberry issue de Beauharnois             |           |                       |                     |                           |
| 22e                                                    | 1953–1957 |                       | Robert Cauchon      | Libéral                   |
| 23e                                                    | 1957–1958 |                       | Robert Cauchon      | Libéral                   |
| 24e                                                    | 1958–1962 |                       | Gérard Bruchési     | Progressiste-conservateur |
| 25e                                                    | 1962–1963 |                       | Gérald Laniel       | Libéral                   |
| 26e                                                    | 1963–1965 |                       | Gérald Laniel       | Libéral                   |
| 27e                                                    | 1965–1968 |                       | Gérald Laniel       | Libéral                   |
| Beauharnois                                            |           |                       |                     |                           |
| 28e                                                    | 1968–1972 |                       | Gérald Laniel       | Libéral                   |
| Beauharnois—Salaberry                                  |           |                       |                     |                           |
| 29e                                                    | 1972–1974 |                       | Gérald Laniel       | Libéral                   |
| 30e                                                    | 1974–1979 |                       | Gérald Laniel       | Libéral                   |
| 31e                                                    | 1979–1980 |                       | Gérald Laniel       | Libéral                   |
| 32e                                                    | 1980–1984 |                       | Gérald Laniel       | Libéral                   |
| 33e                                                    | 1984–1988 |                       | Jean-Guy Hudon      | Progressiste-conservateur |
| 34e                                                    | 1988–1993 |                       | Jean-Guy Hudon      | Progressiste-conservateur |
| 35e                                                    | 1993–1997 |                       | Laurent Lavigne     | Bloc québécois            |
| 36e                                                    | 1997–2000 | Daniel Turp           |                     | Bloc québécois            |
| 37e                                                    | 2000–2004 |                       | Serge Marcil        | Libéral                   |
| 38e                                                    | 2004–2006 |                       | Alain Boire         | Bloc québécois            |
| 39e                                                    | 2006–2008 | Claude DeBellefeuille |                     | Bloc québécois            |
| 40e                                                    | 2008–2011 | Claude DeBellefeuille |                     | Bloc québécois            |
| 41e                                                    | 2011–2015 |                       | Anne Minh-Thu Quach | NPD                       |
| Dissoute parmi Salaberry—Suroît et Châteauguay—Lacolle |           |                       |                     |                           |

## Résultats électoraux
|                         | Nom                             | Parti politique         | Voix   | %       | Majorité |
| ----------------------- | ------------------------------- | ----------------------- | ------ | ------- | -------- |
|                         | Anne Minh-Thu Quach             | NPD                     | 23 998 | 43,8 %  | 5 816    |
|                         | Claude DeBellefeuille (sortant) | Bloc québécois          | 18 182 | 33,18 % |          |
|                         | David Couturier                 | Conservateur            | 7 049  | 12,87 % |          |
|                         | François Deslandres             | Libéral                 | 4 559  | 8,32 %  |          |
|                         | Rémi Pelletier                  | Vert                    | 1 003  | 1,83 %  |          |
| Total des votes valides | Total des votes valides         | Total des votes valides | 54 791 | 100 %   |          |

|                         | Nom                             | Parti politique         | Voix   | %       | Majorité |
| ----------------------- | ------------------------------- | ----------------------- | ------ | ------- | -------- |
|                         | Claude DeBellefeuille (sortant) | Bloc québécois          | 26 904 | 50,07 % | 16 046   |
|                         | Dominique Bellemare             | Conservateur            | 10 858 | 20,21 % |          |
|                         | Maria Lopez                     | Libéral                 | 7 995  | 14,88 % |          |
|                         | Anne Minh-Thu Quach             | NPD                     | 6 214  | 11,56 % |          |
|                         | David Smith                     | Vert                    | 1 764  | 3,28 %  |          |
| Total des votes valides | Total des votes valides         | Total des votes valides | 53 735 | 100 %   |          |

|                         | Nom                     | Parti politique         | Voix   | %       | Majorité |
| ----------------------- | ----------------------- | ----------------------- | ------ | ------- | -------- |
|                         | Claude DeBellefeuille   | Bloc québécois          | 26 190 | 47,53 % | 11 581   |
|                         | David Couturier         | Conservateur            | 14 609 | 26,51 % |          |
|                         | John Khawand            | Libéral                 | 8 272  | 15,01 % |          |
|                         | Cynthia Roy             | NPD                     | 4 163  | 7,56 %  |          |
|                         | David Smith             | Vert                    | 1 864  | 3,38 %  |          |
| Total des votes valides | Total des votes valides | Total des votes valides | 55 098 | 100 %   |          |

|                         | Nom                     | Parti politique         | Voix   | %       | Majorité |
| ----------------------- | ----------------------- | ----------------------- | ------ | ------- | -------- |
|                         | Alain Boire             | Bloc québécois          | 29 337 | 52,95 % | 11 044   |
|                         | Serge Marcil (sortant)  | Libéral                 | 18 293 | 33,02 % |          |
|                         | Dominique Bellemare     | Conservateur            | 4 864  | 8,78 %  |          |
|                         | Rémi Pelletier          | Vert                    | 1 415  | 2,55 %  |          |
|                         | Ligy Alakkattussery     | NPD                     | 1 018  | 1,84 %  |          |
|                         | Félix Malboeuf          | Parti marijuana         | 480    | 0,87 %  |          |
| Total des votes valides | Total des votes valides | Total des votes valides | 55 407 | 100 %   |          |

|                         | Nom                     | Parti politique         | Voix   | %       | Majorité |
| ----------------------- | ----------------------- | ----------------------- | ------ | ------- | -------- |
|                         | Serge Marcil            | Libéral                 | 23 834 | 48,26 % | 2 896    |
|                         | Daniel Turp (sortant)   | Bloc québécois          | 20 938 | 42,39 % |          |
|                         | Roma Myre               | P.-C.                   | 2 133  | 4,32 %  |          |
|                         | Stephane Renaud         | Alliance canadienne     | 1 782  | 3,61 %  |          |
|                         | Elizabeth Clark         | NPD                     | 703    | 1,42 %  |          |
| Total des votes valides | Total des votes valides | Total des votes valides | 49 390 | 100 %   |          |

|                         | Nom                     | Parti politique         | Voix   | %       | Majorité |
| ----------------------- | ----------------------- | ----------------------- | ------ | ------- | -------- |
|                         | Daniel Turp             | Bloc québécois          | 20 449 | 39,72 % | 3 223    |
|                         | Linda Julien            | Libéral                 | 17 226 | 33,46 % |          |
|                         | Dominique Bellemare     | P.-C.                   | 13 160 | 25,56 % |          |
|                         | Erin Runions            | NPD                     | 652    | 1,27 %  |          |
| Total des votes valides | Total des votes valides | Total des votes valides | 51 487 | 100 %   |          |